# Моксибустија
Моксибустија (енг. Moxibustion) је традиционална кинеска медицинска терапија која се базира на спаљивању осушених остатака моксе, односно пелина (Artemisia sp.) на одређеним тачкама на телу. Игра важну улогу у традиционалним медицинским праксама Кине, Тибета, Јапана, Кореје, Вијетнама и Монголије. Кинески знак за акупунктуру, дословно преведен, у ствари значи „акупунктура-мокибустија“. Сврха моксибустије, као и код већине облика традиционалне кинеске медицине, је јачање крви, подстицање протока чи енергије и одржавање општег здравља.
Биљка се припрема тако што се суши и меље у прах, а затим се прах пакује у штапић, попут цигаре. Терапија се врши индиректно, акупунктурним иглама или се штапић спаљује директно на кожи пацијента.
Терапија акупунктуром и моксибустијом у кинеској традиционалној медицини уврштена је 2010. године на Унескову репрезентативну листу нематеријалног културног наслеђа човечанства.

## Терминологија
Прве напомене о овој терапији у западном могу се наћи у писмима и извештајима португалских мисионара у Јапану из 16. века. Назвали су га botão de fogo (дугме за ватру). Исти термин првобитно се користио за једну врсту западњачке пегле.
Прву европску књигу о овој терапији објавио је Херман Бушоф (Hermann Buschoff), 1674. године, а две године касније појавило се и издање на енглеском језику. У преводу је он користио јапански термин „могуса”. Како се глас „у“ у овој речи слабо чује, превео га је као „Мокса". Каснији аутори су комбиновали термин „мокса“ са латинском речју combustio (сагоревање).
Врста пелина који се користи за производњу Моксе на кинеском је аи или аицао (艾,艾草), а на јапанском иомоги (蓬). Кинески називи за моксибустију су јиу (灸) или јиусху (灸術), док Јапанци користе исте знакове и изговарају их као кју и кјујутсу. На корејском језику име биљке је ттеум (뜸). У корејској традицији развој моксибустије приписује се легендарном цару Дангуну.
- Мокса у облику штапића и као уложак, самолепиви и традиционални
- Традиционални јапански сет за моксибустију
- корејски сет ттеум

## Теорија и пракса
Практичари ове терапије користе моксу за загревање региона на телу и меридијанских тачака (истих као у акупунктури)  са намером да подстакну циркулацију и подстакну блажи проток крви и чи енергије. Верује се да се овом терапијом могу лечити стања повезана са „хладноћом“ или „недостатком јанга“ у кинеској медицини. Тврди се да моксибустија ублажава хладноћу и влагу у телу, а користи се и током порођаја, како би се беба постављена задком окренула у прави положај.
Практичари тврде да је моксибустија посебно ефикасна у лечењу хроничних проблема, „дефицитарних стања“ (слабости организма) и у геронтологији. Биан Куе (око 500. п. н. е.) један је од најпознатијих кинеских античких лекара и први специјалиста за моксибустију. У својим делима расправљао је о предностима моксе над акупунктуром. Моксибустија се често користи у комбинацији са акупунктуром.
Постоји неколико метода моксибустије, а неке од њих су:
- директна примена са ожиљком, када се се мали комад моксе ставља на акупунктурну тачку на кожи и сагорева се док се не појаве пликови после којих остају ожиљци.
- директна примена без ожиљка, када се горућа мокса уклања пре него што кожа сагори довољно да остане ожиљак.
- индиректна примена подразумева употребу штапића направљеног од моксе, који се држи у близини акупунктурне тачке како би се кожа на том месту загрејала, или се њиме загрева акупунктурна игла која се већ налази у кожи.[11]

У савременој пракси користи се и самолепива мокса, модеран производ који се продаје у Јапану, Кореји и Кини. Обично је основа лепљива и лепи се на акупунктурну тачку која се третира.
У једном спису из 1869. године, Запис о сувереним учењима (Chuanwu lingji lu) аутора Ђанг Јухенга (Zhang Youheng) налази се 84 илустрације у боји које приказују акупунктурне тачке на телу на којима се примењује мокса:
- Акупунктурне тачке које се третирају у случају заостале плаценте и интраутерине смрти
- Акупунктурне тачке које се третирају у случају болова и отока у стопалима и коленима
- Акупунктурне тачке које се третирају у случају болова у леђима
- Акупунктурне тачке које се третирају у случају скрофуле

## Медицинска истраживања
Прву модерну научну публикацију о моксибустији написао је јапански лекар Хара Шиметаро (Hara Shimetarō, 1882-1991) који је 1927. године спровео детаљно истраживање хематолошких ефеката моксибустије. Две године касније Медицински факултет Царског универзитета у Кјушу прихватио је  његову докторску дисертацију на ту тему. Последња Харина публикација објављена је 1981.
У британској медицинској ревији Кокран објављен је чланак у ком су дати ограничени докази за употребу третмана моксом у исправљању положаја беба током порођаја. Аутор се у чланку позвао на више експерименталних испитивања. Нежељени ефекти су били мучнина, иритација грла и болови у стомаку због контракција. Моксибустија је такође проучавана за лечење болова, рака, можданог удара, улцерозног колитиса, констипације  и хипертензије, али је каснијим проучавањем ових студија утврђено да су оне ниског научног квалитета и да би позитивни налази могли бити резултат пристрасности уредништва публикације.

## Сличне употребе пелина у другим културама
Пелин се, поред осталих биљака, често користи за израду мирисних штапића. У Европи су се гранчице пелина некада стављале испод јастука, како би се изазвали снови. Биљка је у англосаксонско доба често повезивана са бављењем магијом.